# Zwei Reiter am Strand

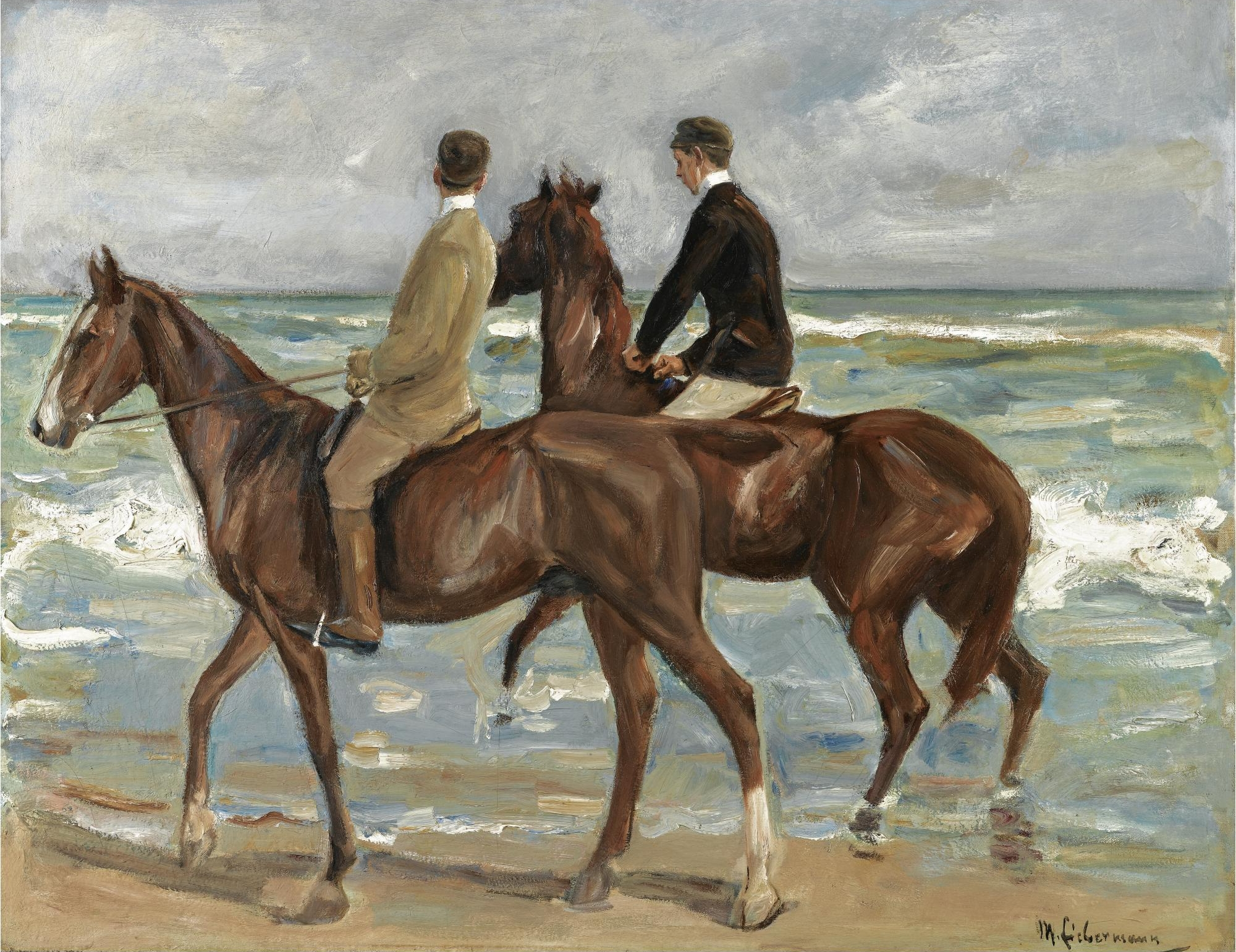
Zwei Reiter am Strand Pintura de Max Liebermann leiloada por Sotheby's em 2009.

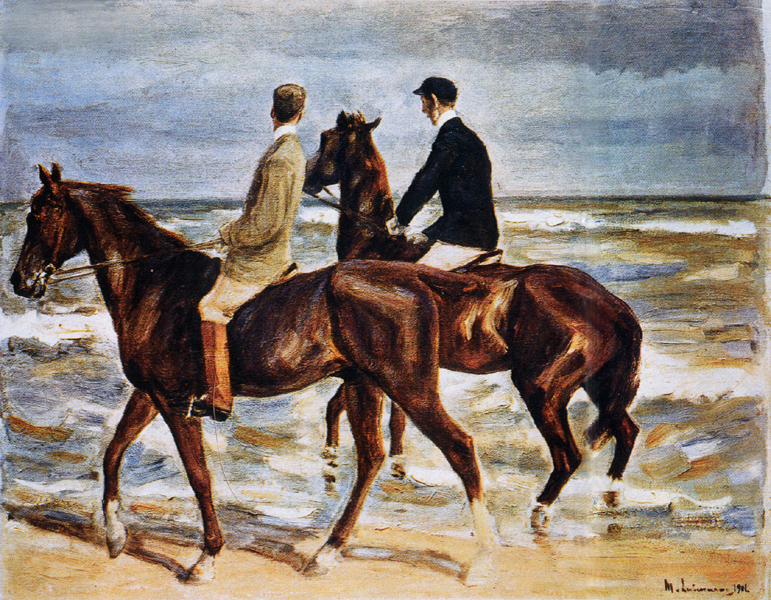
Zwei Reiter am Strand, pintura supostamente até 1939 na coleção de David Friedmann, em Breslau, Alemanha.

Zwei Reiter am Strand (Dois cavaleiros na praia) é o título de duas (ou mais) pinturas de Max Liebermann de 1901.